# کالاپایوک
کالاپایوک (به اسپانیایی: K'allapayuq) یک کوه در پرو است که در Peru, Huancavelica Region واقع شده‌است. کالاپایوک ۵٬۰۰۰ متر بالاتر از سطح دریا واقع شده‌است.